# Protomelas triaenodon
Protomelas triaenodon és una espècie de peix de la família dels cíclids i de l'ordre dels perciformes.

## Morfologia
Els mascles poden assolir els 15,4 cm de longitud total.

## Distribució geogràfica
Es troba a l'Àfrica oriental: sud del llac Malawi, riu Shire i llac Malombe.